# Monte Scott
Il monte Scott (in inglese Mount Scott) è un piccolo stratovulcano e un cosiddetto cono di scorie sul fianco sud-est del lago Crater, nel sud dell'Oregon, negli Stati Uniti. Antico circa 420.000 anni, il suo punto sommitale è il più alto all'interno del parco nazionale del lago Crater e la decima vetta più elevata della catena delle Cascate che si sviluppa in Oregon.
Una piccola torre di avvistamento antincendi si erge sulla vetta, alla fine di un sentiero che sale secondo un percorso a zigzag a circa 460 m su per la montagna. Quest'ultima deve il suo nome al pioniere dell'Oregon Levi Scott, fondatore della città di Scottsburg.

## Geologia
Il monte Scott eruttò una prima volta circa 420.000 anni fa ed è uno dei vulcani più antichi del complesso del monte Mazama.
Questo rilasciò principalmente lave andesitiche prima di spegnersi nel tardo Pleistocene. Poiché relativamente lontano dai fianchi principali del Mazama, il cono sopravvisse alla colossale esplosione della montagna avvenuta intorno al 5700 a.C. Con un'altezza di 2.723 m s.l.m., il monte Scott è il punto più alto del parco nazionale del lago Crater.
La maggioranza dei pendii inferiori è ricoperta da cenere, pomice e ghiaia disciolta, mentre la sommità è perlopiù ricoperta da scorie.

## Flora
Molte specie vegetali abitano le pendici del monte Scott. Le specie più comuni includono l'abete di Douglas (Pseudotsuga menziesii), il pino bianco occidentale (Pinus monticola), il conium, pino dalla corteccia bianca (Pinus albicaulis) e il pino contorto (Pinus contorta). Tra i fiori di campo si annoverano Castilleja, penstemon, nontiscordardimé (Myosotis), erba cipollina (Allium schoenoprasum) e ranuncoli (Ranunculus).

## Attività ricreative
Esiste una via per la vetta del monte Scott che parte da Rim Drive ed è lunga circa 4 km. Il percorso ha molti tornanti e termina alla torre di avvistamento antincendio sulla vetta. Il cammino si trova a un'altitudine di 2.342 m e il sentiero sale a circa 451 m fino alla sommità.
Dalla vetta si possono vedere ammirare splendide vedute sul grande lago Crater, oltre che sul monte Thielsen, su Diamond Peak, sul monte McLoughlin, sul monte Shasta, sul lago Klamath Superiore e sul lago Diamond.